# Pavillon de Hanovre
Le pavillon de Hanovre est un pavillon ou une fabrique de jardin du milieu du XVIIIe siècle construit par l'architecte français Jean-Michel Chevotet (1698-1772) pour le jardin de l'hôtel particulier parisien du maréchal de Richelieu (1696-1788). 
Démoli en 1933, il est reconstitué dans le parc de Sceaux, dans la commune du même nom des Hauts-de-Seine en France.
La propriété du maréchal de Richelieu, l'ancien hôtel d'Antin, acquis par lui en 1749, occupe alors rue Neuve-Saint-Augustin un terrain qui s'étend jusqu'au « Nouveau Cours », devenu boulevard des Italiens après 1828. C'est vis-à-vis de la façade sur jardin de l'hôtel particulier, au-delà des parterres à la française, près du futur boulevard, qu'est édifié le pavillon dont les travaux s'achèvent en 1760.

## Origine du nom
Le pavillon de Hanovre tient son nom du commandement que prit le maréchal de Richelieu lors de la campagne dans le Hanovre (1756/1757), pendant la guerre de Sept Ans. Selon Marcel Pollitzer « les adversaires de Richelieu prétendirent avoir un motif [...] de le dénigrer, en considérant la conduite qu'il tint pendant son séjour dans les territoires occupés par son armée; on dit qu'il rançonna et razzia le Hanovre et les pays voisins, autorisa le pillage et pilla pour son propre compte. » Lorsqu'au retour de campagne, le maréchal eut la fantaisie de faire construire cette petite « folie », la rumeur se répandit qu'elle était payée avec les contributions levées pendant la guerre et les Parisiens lui donnèrent par dérision le nom de « Pavillon de Hanovre ».

## Histoire
Le pavillon de Hanovre, édifié de 1758 à 1760 par l'architecte Chevotet au fond du jardin de l'hôtel d'Antin, en bordure du futur boulevard des Italiens, est dénaturé au XIXe siècle. Il est occupé, entre autres, en 1841, par l'orfèvre Christofle, puis au début du XXe siècle, par l'éditeur Gabriel Astruc. Menacé de destruction en vue de la construction d'un immeuble de bureaux, il est démonté pierre par pierre en février et mars 1933 et reconstruit dans le parc de Sceaux.
Son ancien emplacement sur le boulevard est occupé par le palais Berlitz.

## Galerie

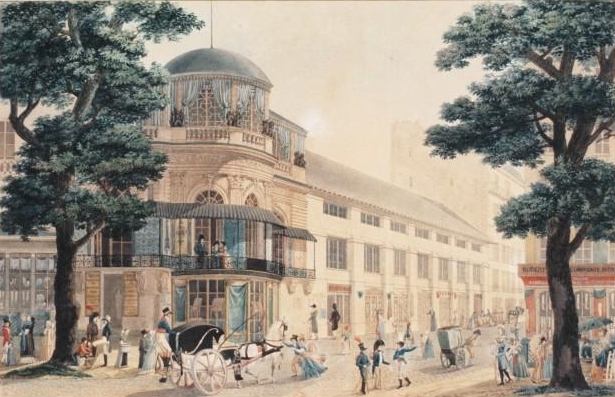
Le pavillon de Hanovre au début du XIXe siècle.
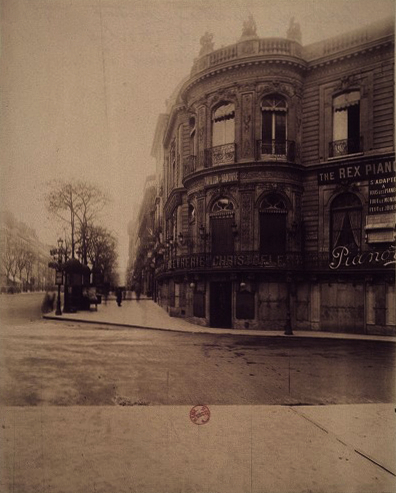
Le pavillon de Hanovre en 1903.
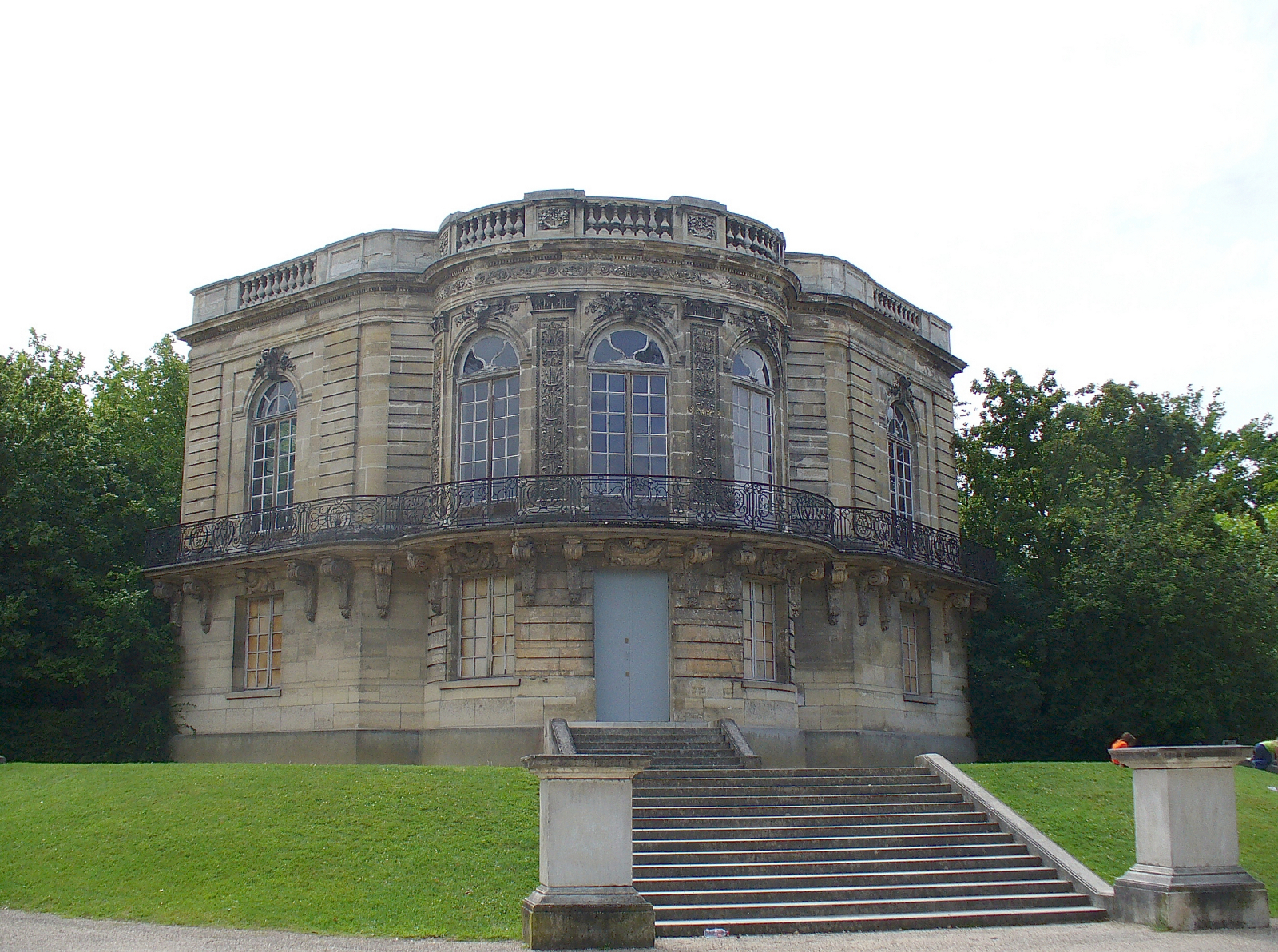
Le pavillon de Hanovre réinstallé au parc de Sceaux.